# Unione Sportiva Cagliari 1954-1955
Questa pagina raccoglie le informazioni riguardanti l'Unione Sportiva Cagliari nelle competizioni ufficiali della stagione 1954-1955.

## Rosa
| N. |                   | Ruolo | Calciatore         |
| -- | ----------------- | ----- | ------------------ |
|    | Italia (bandiera) | P     | Ilario Mistroni    |
|    | Italia (bandiera) | P     | Attilio Santarelli |
|    | Italia (bandiera) | D     | Gianni Molinari    |
|    | Italia (bandiera) | D     | Vito Sante Miolli  |
|    | Italia (bandiera) | D     | Mauro Simeoli      |
|    | Italia (bandiera) | D     | Pietro Bersia      |
|    | Italia (bandiera) | C     | Candiano Barranco  |
|    | Italia (bandiera) | C     | Luigi Bertoli      |
|    | Italia (bandiera) | C     | Bruno Micheloni    |
|    | Italia (bandiera) | C     | Giovanni Sanna     |
|    | Italia (bandiera) | C     | Mario Pantaleoni   |

| N. |                   | Ruolo | Calciatore           |
| -- | ----------------- | ----- | -------------------- |
|    | Italia (bandiera) | C     | Mario Villa          |
|    | Italia (bandiera) | C     | Giovanni Savigni     |
|    | Italia (bandiera) | A     | Giuseppe Cadè        |
|    | Italia (bandiera) | A     | Giancarlo Cadè       |
|    | Italia (bandiera) | A     | Giancarlo Mezzalira  |
|    | Italia (bandiera) | A     | Ottavio Morgia       |
|    | Italia (bandiera) | A     | Aurelio Santagostino |
|    | Italia (bandiera) | A     | Domenico Mussino     |
|    | Italia (bandiera) | A     | Livio Gennari        |
|    | Italia (bandiera) | A     | Angelo Torriglia     |

## Risultati

### Campionato

#### Girone di andata
| 19 settembre 1954 1ª giornata | Salernitana | 2 – 1 | Cagliari |  |

| 8 novembre 1959 2ª giornata | Cagliari | 1 – 0 | Alessandria |  |

| 3 ottobre 1954 3ª giornata | Cagliari | 2 – 0 | Treviso |  |

| 10 ottobre 1954 4ª giornata | Marzotto Valdagno | 3 – 0 | Cagliari |  |

| 17 ottobre 1954 5ª giornata | Como | 1 – 0 | Cagliari |  |

| 24 ottobre 1954 6ª giornata | Cagliari | 1 – 1 | Brescia |  |

| 31 ottobre 1954 7ª giornata | Cagliari | 1 – 1 | Monza |  |

| 7 novembre 1954 8ª giornata | Lanerossi Vicenza | 1 – 0 | Cagliari |  |

| 14 novembre 1954 9ª giornata | Modena | 1 – 1 | Cagliari |  |

| 21 novembre 1954 10ª giornata | Cagliari | 0 – 0 | Verona |  |

| 12 dicembre 1954 11ª giornata | Cagliari | 1 – 1 | Parma |  |

| 19 dicembre 1954 12ª giornata | Padova | 1 – 0 | Cagliari |  |

| 26 dicembre 1954 13ª giornata | Legnano | 1 – 0 | Cagliari |  |

| 14 ottobre 1945 14ª giornata | Cagliari | 2 – 1 | Palermo |  |

| 9 gennaio 1955 15ª giornata | Arsenaltaranto | 2 – 1 | Cagliari |  |

| 23 gennaio 1955 16ª giornata | Cagliari | 0 – 1 | Messina |  |

| 30 gennaio 1955 17ª giornata | Cagliari | 1 – 0 | Pavia |  |

#### Girone di ritorno
| 6 febbraio 1955 18ª giornata | Cagliari | 1 – 1 | Salernitana |  |

| 13 febbraio 1955 19ª giornata | Alessandria | 1 – 0 | Cagliari |  |

| 20 febbraio 1955 20ª giornata | Treviso | 0 – 1 | Cagliari |  |

| 27 febbraio 1955 21ª giornata | Cagliari | 2 – 0 | Marzotto Valdagno |  |

| 6 marzo 1955 22ª giornata | Cagliari | 2 – 2 | Como |  |

| 13 marzo 1955 23ª giornata | Brescia | 0 – 1 | Cagliari |  |

| 20 marzo 1955 24ª giornata | Simmenthal-Monza | 1 – 0 | Cagliari |  |

| 3 aprile 1955 25ª giornata | Cagliari | 1 – 0 | Lanerossi Vicenza |  |

| 10 aprile 1955 26ª giornata | Cagliari | 0 – 0 | Modena |  |

| 17 aprile 1955 27ª giornata | Verona | 3 – 1 | Cagliari |  |

| 24 aprile 1955 28ª giornata | Parma | 1 – 2 | Cagliari |  |

| 1º maggio 1955 29ª giornata | Cagliari | 1 – 0 | Padova |  |

| 8 maggio 1955 30ª giornata | Cagliari | 1 – 1 | Legnano |  |

| 15 maggio 1955 31ª giornata | Palermo | 3 – 3 | Cagliari |  |

| 22 maggio 1955 32ª giornata | Cagliari | 1 – 1 | Arsenaltaranto |  |

| 5 giugno 1955 33ª giornata | Messina | 2 – 2 | Cagliari |  |

| 12 giugno 1955 34ª giornata | Pavia | 2 – 2 | Cagliari |  |

## Statistiche

### Statistiche di squadra
| Competizione | Punti | In casa | In casa | In casa | In casa | In casa | In casa | In trasferta | In trasferta | In trasferta | In trasferta | In trasferta | In trasferta | Totale | Totale | Totale | Totale | Totale | Totale | DR |
| Competizione | Punti | G       | V       | N       | P       | Gf      | Gs      | G            | V            | N            | P            | Gf           | Gs           | G      | V      | N      | P      | Gf     | Gs     | DR |
| ------------ | ----- | ------- | ------- | ------- | ------- | ------- | ------- | ------------ | ------------ | ------------ | ------------ | ------------ | ------------ | ------ | ------ | ------ | ------ | ------ | ------ | -- |
| Serie B      | 33    | 17      | 7       | 9       | 1       | 18      | 10      | 17           | 3            | 4            | 10           | 15           | 25           | 34     | 10     | 13     | 11     | 33     | 35     | -2 |

### Statistiche dei giocatori
| Giocatore       | Serie B  | Serie B |
| Giocatore       | Presenze | Reti    |
| --------------- | -------- | ------- |
| C. Barranco     | 3        | 0       |
| P. Bersia       | 28       | 1       |
| E. Bertola      | 2        | 1       |
| L. Bertoli      | 24       | 0       |
| G. Cadè         | 7        | 0       |
| G. Cadè         | 12       | 1       |
| L. Gennari      | 11       | 0       |
| G. Mezzalira    | 26       | 7       |
| B. Micheloni    | 14       | 2       |
| V. Miolli       | 21       | 0       |
| I. Mistroni     | 7        | -10     |
| G. Molinari     | 15       | 0       |
| O. Morgia       | 12       | 0       |
| D. Mussino      | 5        | 0       |
| M. Pantaleoni   | 30       | 3       |
| G. Sanna        | 19       | 6       |
| A. Santagostino | 30       | 9       |
| A. Santarelli   | 27       | -25     |
| G. Savigni      | 8        | 0       |
| M. Simeoli      | 27       | 1       |
| A. Torriglia    | 15       | 1       |
| M. Villa        | 31       | 1       |